# بعثة الأمم المتحدة للتحقيق في مزاعم استخدام الأسلحة الكيميائية في سوريا
بعثة الأمم المتحدة للتحقيق في مزاعم استخدام الأسلحة الكيميائية في الجمهورية العربية السورية هي بعثة لتقصي الحقائق أُرسلت من قبل الأمم المتحدة للتحقيق في احتمال استخدام الأسلحة الكيميائية في سوريا. تم إنشاء البعثة من قبل الامين العام للامم المتحدة بان كي مون في 21 آذار/مارس 2013 للتحقيق هجوم خان العسل الكيميائي الذي تمّ يوم في 19 آذار/مارس 2013. عيّن الأمين العام السيد آك سيلستروم (بالسويدية: Åke Sellström) كرئيس للبعثة يوم 27 آذار/مارس 2013. تعاونت البعثة مع منظمة حظر الأسلحة الكيميائية برئاسة سكوت كيرنس والذين برئاسة ماوريتسيو باربيشي.
نشرت البعثة بحلول السادس عشر من أيلول/سبتمبر 2013 أول تقاريرها الذي تحدثت فيه مع عن الهجوم الكيميائي على الغوطة والذي وقع في 21 آب/أغسطس 2013. في اليوم التالي عقد آك سيلستروم وفريقه مؤتمرًا صحفيًا للإجابة عن الأسئلة حول التقرير. سلّمت البعثة تقريرها النهائي يومم 12 كانون الأو /ديسمبر 2013 البعثة إلى الأمين العام للأمم المتحدة بان كي مون. بشكل عام حقّقت البعثة في 7 من أصل 16 هجمة كيميائية حصلت في سوريا حتّى عام 2013.
| الهجوم                       | التاريخ                    | المدينة/المنطقة |
| ---------------------------- | -------------------------- | --------------- |
| هجوم سلقين الكيميائي         | 17 أكتوبر 2012             | سلقين           |
| هجوم حمص الكيمائي            | 23 كانون الأول/ديسمبر 2012 | حمص             |
| هجوم داريا الكيميائي         | 13 مارس 2013               | داريا           |
| هجوم خان العسل الكيميائي     | 19 مارس 2013               | خان العسل       |
| هجوم العتيبة الكيميائي       | 19 مارس 2013               | العتيبة         |
| هجوم عدرا الكيميائي          | 24 مارس 2013               | عدرا            |
| هجوم جوبر الكيميائي          | 12 أبريل 2013              | جوبر            |
| هجم الشيخ مقصود الكيميائي    |                            | الشيخ مقصود     |
| هجوم داريا الكيميائي         | 25 أبريل 2013              | داريا           |
| هجوم سراقب الكيميائي         | 29 أبريل 2013              | سراقب           |
| هجوم قصر أبو سمرة الكيميائي  | 14 مايو 2016               | قصر أبو سمرة    |
| هجوم عدرا الكيميائي الثاني   | 23 مايو 2013               | عدرا            |
| الهجوم الكيميائي على الغوطة  | 21 أغسطس 2013              | الغوطة          |
| هجوم البحارية الكيميائي      | 22 أغسطس 2013              | البحارية        |
| هجوم جوبر الكيميائي الثاني   | 24 أغسطس 2013              | جوبر            |
| هجوم أشرفية صحنايا الكيميائي | 25 أغسطس 2013              | أشرفية صحنايا   |

يُشير النص العادي إلى أن البعثة لم تجد معلومات كافية أو موثوقة تُفضي إلى مزيد من التحقيق في هذه الهجمات الكيميائية. أمّا النص الغليظ فيُشير إلى أن البعثة قررت مواصلة التحقيق في الهجوم.